# 長崎市立山里小学校
長崎市立山里小学校（ながさきしりつ やまざとしょうがっこう、Nagasaki City Yamazato Elementary School）は、長崎県長崎市橋口町にある公立小学校。

## 概要
歴史
1874年（明治7年）に開校した「中馬込小学校」「山王小学校」及び、1876年（明治9年）開校の中野小学校を前身とする。2024年（令和6年）に創立150周年を迎えた。
教育目標
「やさしさと思いやりで、笑顔がいっぱい」
校章
平和の象徴である鳩をモチーフに、校名の「山」の形を表現している。永井隆の弟、永井元によって図案化された。
校歌
作詞は八波則吉、作曲は原格太郎。3番まであり、歌詞に校名は登場しないが、「聖堂」（浦上天主堂）や学校の西側にそびえる「岩屋山」、そして学校のそばを流れる「浦上川」が登場する。
第2校歌
題名は「あの子」。作詞は永井隆、作曲は木野普見雄（当時・長崎市議会事務局長）による。戦後作られ、3番まであり、各番とも「ああ　あの子が生きていたならば」で終わる。第2校歌として現在でも平和を願って歌い継がれている。なお、「あの子」歌詞のパネルが児童記念館（展示資料室）の外壁に設置されている。
校区
平野町（坂本小学校の通学区域を除く。）、平和町、松山町（3番49 号から3番78号までの区域）、岡町、橋口町、上野町、扇町（5番から 25番までの区域）、本原町、大橋町、家野町、文教町（1番、2番及び 3番3号の区域）、千歳町（1番25号、6番1号、6番46号から6番52号ま での区域）、若葉町（1番から3番までの区域）、江里町（1番11号か ら1番16号までの区域）、三芳町（1番から4番まで及び5番1号から5 番21号までの区域）
中学校区は長崎市立山里中学校。

## 沿革
- 1874年（明治7年）10月15日 - 前身の「中馬込小学校」、「山王小学校」が浦上村山里に創立。（児童60～100名）
- 1876年（明治9年）4月8日 - 中野郷の民家に「中野小学校」を設立。（2学級・児童97名）
  - 内藤盛を首座教員（初代）に任命。
- 1878年（明治11年）- 内藤盛職を退き深堀忠治首座教員（第2代）となる。
- 1880年（明治13年）- 深堀忠治職を退き山下長市を首座教員代理とし、以後暫く代理が置かれる。
- 1882年（明治15年）- 山王・中馬込・中野の3校を合併し「山里小学校」と改称し、里郷旧庄屋跡に校舎（初代）を置き、旧山王小学校はその分舎とする。（9学級・児童300名）
- 1885年（明治18年）- 田崎豊彦を初代校長に任命。
- 1886年（明治19年）- 小学校令により、「尋常山里小学校」と改称。（4学級・児童239名）
- 1887年（明治20年） - 長崎県社皇大神宮[2]跡（現在地）に建坪186坪余の木造校舎（2代目）を新築し、移転。旧山王分舎は廃止。
- 1889年（明治22年）4月1日 - 町村制が公布され、浦上山里村[3]となる。
- 1892年（明治25年）4月1日 - 小学校令改正により、「山里尋常小学校」と改称。
- 1897年（明治30年）4月1日 - 高等科を併置し、「山里尋常高等小学校」と改称。（7学級・児童495名）
- 1900年（明治33年） - 東隣の民家を借り上げ仮教室とする。
- 1902年（明治35年）1月31日 - 銭座尋常小学校開校により旧中馬込小学校地区が分離。
- 1905年（明治38年）5月 - 南側下の民家を借り上げ仮教室とする。
- 1908年（明治41年）2月1日 - 義務年限が4年から6年に延長され、尋常科6学年。高等科2学年となる。
  - 私立三成女児尋常小学校[4]の廃校に伴い、児童184名を収容。これにより尋常科15学級編制となる。（18学級・児童1,000名）
- 1910年（明治43年）4月 - 本校下の字浄福の民家を借り上げ仮教室とし、南側仮教室を返却。
- 1915年（大正4年）12月10日 - 校訓発布。
- 1916年（大正5年）3月 - 旧三成女児尋常小学校校舎の仮教室を廃止。
- 1920年（大正9年）10月1日 - 学校所在地の浦上山里村が長崎市に編入され、長崎市の管轄となる。校舎を増築。
- 1921年（大正10年）
  - 3月 - 隣接畑地3464.5坪を本校敷地として購入し、校舎の新築工事に着手。
  - 5月12日 - 山里女子実業補習学校を併設。
  - 11月 - 隣接宅地並びに畑地371坪を本校敷地に購入。
  - 1922年（大正11年）4月 - 新校舎（3代目・木造2階建て10教室）が上庭に完成。
- 1923年（大正12年）4月 - 城山尋常小学校の開校に伴い、児童281名を移す。
- 1926年（大正15年）7月1日 - 青年訓練所を併設。
- 1930年（昭和5年）
  - 7月18日 - 台風により上庭校舎全倒壊、下部校舎も半壊。生命に異常なし。以後暫く学校休業となる。
  - 9月10日 - 教室不足のため、西坂小学校内に分教場を設け、高等科3学級を移す。
- 1931年（昭和6年）6月 - 上庭に仮校舎を建設し児童を移す。
- 1932年（昭和7年）5月 - 新校舎（4代目・鉄筋コンクリート3階建て）落成。（6月12日、落成式を挙行）
- 1933年（昭和8年）4月 - 校歌制定
- 1935年（昭和10年）6月1日 - 青年学校令により、併設の山里女子実業補習学校と青年訓練所を統合し、山里青年学校とする。
- 1941年（昭和16年）4月1日 - 国民学校令により、「長崎市山里国民学校」と改称。
- 1942年（昭和17年）7月 - プールが完成。
- 1944年（昭和19年）
  - 3月31日 - 戦時中の財政難により、併設の山里青年学校が廃止の上、西浦上青年学校[5]に統廃合され、北青年学校として独立開校。
  - 5月1日 - 長崎市・佐世保市の国民学校に学校給食が開始[6]。
  - 5月 - 校区町内婦人会の協力により、運動場周辺の崖に全児童収容可能の横穴式防空壕が完成。
- 1945年（昭和20年）
  - 3月 - 5・6年生の児童で山里少年特攻隊を編成。
  - 6月 - 空襲の激化に伴い、正規の授業が不可能となり、隣組単位で自学学習をさせ、職員が巡回指導を行う。
  - 7月 - 職員の手により、重要書類・物品を収納する格納壕が完成し、搬入を開始。
  - 8月9日 - 長崎市に原子爆弾が投下されたことにより、甚大な被害を受ける。 原爆投下直後、救護所が設置。
  - 10月20日 - 長崎軍政府が長崎市に対し、教室のない学童救済のため、学校施設の復旧工事に協力を申し出る[7]。
  - 10月[8] - 残存した児童を集合させ、校舎焼け跡で授業を再開。（児童35名・職員7名）後に長崎師範学校男子部[9]の3教室を借用。
  - 12月 - 原爆により亡くなった職員・児童の3校合同[10]慰霊祭を西浦上国民学校の校庭で挙行。
- 1946年（昭和21年）
  - 1月21日 - 長崎市内の国民学校が食糧事情の悪化と厳寒のため、2月9日までの20日間一斉休校。
  - 6月 - 橋口町の山里校舎へ復帰。北校舎5教室を使用し、時間を分けて二部授業を継続。しかし被爆損傷による雨漏りに困難を極む。
- 1947年（昭和22年）
  - 1月 - 北側5教室を長崎県立瓊浦中学校に貸与。小学校は仮工事で完成した3階建て校舎に移転。
  - 2月10日 - ララ物資による学校給食（放出缶詰等の副食のみ、脱脂粉乳給食、週2回）を開始。
  - 4月1日 - 学制改革（六・三制の実施）
    - 旧・国民学校の初等科が改組され、「長崎市立山里小学校」（現在名）となる。
    - 旧・国民学校の高等科が改組され、長崎市立山里中学校となり、校舎完成までの間、小学校に併設。
    - 長崎県立瓊浦中学校併設中学校（在校生が2・3年生の男子のみ）が併設される。

  - 10月 - 南側校舎8教室が完成。二部授業を解消。
- 1948年（昭和23年）
  - 4月1日 - 併設の長崎県立瓊浦中学校併設中学校が学制改革（六・三・三制の実施）による新制高等学校発足に伴い、「長崎県立瓊浦高等学校併設中学校」に改称。
  - 11月30日 - 長崎市内の公立高等学校の統合・再編[11]により、長崎県立瓊浦高等学校併設中学校との併設を解消。
  - 12月 - 永井隆から桜50本が寄贈。
- 1949年（昭和24年）
  - 5月 - 旧・保護者会が解散し、山里小学校PTAが発足。
  - 11月3日 - 「あの子らの碑」除幕式を挙行。[12]
- 1950年（昭和25年）4月 - 山里国民学校を舞台にした映画「長崎の子[13]」が完成。
- 1951年（昭和26年）
  - 4月 - 全校舎修理落成式を挙行。
  - 5月14日 - 5月1日に逝去した永井隆の長崎市公葬が浦上天主堂で執行。市内小中学校生徒代表として本校6年生代表が参列し弔辞を捧げ、本校全校児童沿道に並んで葬送。
  - 10月17日 - 本校こども銀行が大蔵大臣及び日本銀行総裁表彰される。
- 1952年（昭和27年）7月20日 - 山里中学校の新校舎（北緯32度46分42.7秒 東経129度52分15.2秒 / 北緯32.778528度 東経129.870889度）が高尾町に完成し、併設を解消。
- 1954年（昭和29年）4月5日 - 1年児童505名入学し本校初の10学級編成。2年・3年は2部授業を実施。
  - 11月 - 田川勝氏より校旗が寄贈される。図案は永井元氏作。
- 1955年（昭和30年）3月 - 児童増のため南側校舎の3階を増築し4教室増となり、創立80周年記念式と併せて増築落成式挙行。
- 1956年（昭和31年）
  - 4月1日 - 長崎市立坂本小学校の新設に伴い、坂本小学校校舎完成までの間、山里小学校校舎一部が借用される[14]。
  - 8月 - 児童増に対応するため運動場西側に木造校舎2教室新設し落成。
  - 10月 - 長崎市立坂本小学校校舎完成により、4学級の児童を移す。
- 1958年（昭和33年）4月1日 - 長崎市立高尾小学校の新設に伴い、高尾校区の児童を移す。
- 1964年（昭和39年）
  - 7月 - 木造校舎2教室を取り壊し、その跡に講堂と体育館を建設開始。
  - 11月8日 - 体育館（旧体育館）と講堂が完成。
- 1969年（昭和44年）1月 - 全九州図書館コンクール入賞。
- 1971年（昭和46年）10月4日 - 長崎県で初めて（九州で2番目）[15]情緒障害児教室「やまばと学級」を設置。
- 1973年（昭和48年）7月 - 運動場南側にプール新設。
- 1974年（昭和49年）
  - 10月26日 - 旧里郷・中野郷財産管理会から児童記念館の寄贈。
  - 11月 - 創立100周年記念式典。
- 1982年（昭和57年）7月23日 - 長崎大水害により、校地が2ケ所崩壊。
- 1988年（昭和63年）
  - 7月18日 - 新校舎（5代目）及び新体育館（屋上プール）の完成により、全校児童で移転作業を開始。
  - 9月1日 - 移転を完了し、新校舎にて授業を再開。
  - 11月30日 - 永井隆の母校である三刀屋町立飯石小学校（島根県）[16]と姉妹校協定締結。
- 1989年（平成元年）3月18日 - 新校舎落成記念式典を挙行。
- 1990年（平成2年）3月16日 - 校舎が長崎市都市景観賞を受賞。
- 1996年（平成8年）8月5日 - 日本算数数学研究大会の会場となり、全国から延べ2000名の教員が来校。
- 1997年（平成9年）4月24日 - 「あの子らの丘」を修復。
- 2001年（平成13年）3月30日 - 防空壕跡地周辺を改修。
- 2008年（平成20年）4月1日 - 学童クラブ施設を開設。
- 2009年（平成21年）8月1日 - 給食民間委託開始。
- 2014年（平成26年）11月20日 - 創立140周年記念式典を挙行。
- 2016年（平成28年）9月11日 - 統廃合により飯石小学校から引き継いだ雲南市立三刀屋小学校（島根県）と姉妹校協定締結。

## 課外クラブ
運動部
- サッカー部
- ソフトボール部
- ミニバスケットボール部

文化部
- ブラスバンド部

## 原子爆弾の被害
- 山里国民学校は、爆心地（北緯32度46分24.8秒 東経129度51分47.1秒 / 北緯32.773556度 東経129.863083度）から北へ約700m[17]の場所にあり、被爆当時の校舎は現在の運動場の場所にあった。
- 原爆により、コの字型の鉄筋コンクリート造3階建[18]の校舎は、爆心地に面した南側が強烈な爆風を受け、3階の部分が崩壊、間もなく2階と地階から発生した火災により、校舎北側の1・2階のみを残し内部を全焼、校舎は外郭を残すのみで、空洞化した。
- 当時、防空壕を掘る作業等で出勤をしていた教職員32名のうち、校長以下職員26名・用務員2名が死亡し、生存者は4名だけであった。また作業を手伝っていた学徒動員の生徒、近所の住民も数多く犠牲となった。児童の被害は、校区が爆心地に近く、多くの死傷者が出た。8月9日当日、児童は夏休みで登校していなかったが、自宅で爆死、火傷死した者が多く、その後の調査によると在籍児童数1,581人（1945年（昭和20年）6月30日現在）のうち、およそ約1,300人（約85%）が自宅やその周辺で死亡したと推定されている。

### 被爆遺構
あの子らの碑
正門入って左手の“あの子らの丘”と呼ばれる小高い丘にある。
永井隆は原爆で生き残った山里小学校の児童の手記をまとめ、『原子雲の下に生きて』を1949年（昭和24年）に出版した。
その印税で原爆により死亡した子ども達、教職員、家族の霊を慰めるため慰霊碑をつくろうという永井隆の意見に子ども達が賛同し、原稿料の一部を出し合って『あの子らの碑』を建てた。
白御影石の石碑には碑銘も製作者名も製作年も記載されていない。清楚な碑の中に、燃え盛る炎の中に合掌し祈る少女像の銅板レリーフがはめ込まれているだけである。
ただ、碑の横にある小さな石柱に掘られた『平和を』という文字は永井隆によるものである。
防空壕
当時学校周辺には20数か所の防空壕が掘られていたが、現在開口しているのは3か所である。
現在では入口は石材と鉄柵で整備されており、当時そのままの状態ではない。見学は自由。
原爆資料室
教室棟とは別建てにある児童記念館の1階にある。本校の被爆関係資料や永井博士の被爆後の活動説明の展示。また現在の山里小学校における平和教育の説明などが掲示されている。
9：30～16：30まで無料で見学が可能。
時間内であれば個人見学は出入りが自由。団体は事前予約必要。案内員が常駐している。

## アクセス
最寄りの鉄道駅
- JR九州長崎本線浦上駅
- 長崎電気軌道本線大橋停留場下車、徒歩5～10分。

最寄りのバス停
- 長崎バス「山里小学校前」バス停下車、徒歩2～3分。
- 県営バス「カトリックセンター前」バス停下車、徒歩5～10分

最寄りの国道・交差点
- 長崎駅方面から国道206号を北上、大橋交差点で右折、サントス通り[19]を直進すると、左側に赤レンガ風の校舎が見える。（所要時間 約15分）

## 周辺
- 平和公園
- 如己堂
- 長崎市永井隆記念館
- 長崎南山中学校・高等学校
- 長崎市立山里中学校
- 長崎大学
- 長崎信愛幼稚園
- 長崎純心大学附属純心幼稚園
- 純心中学校・純心女子高等学校
- 浦上天主堂
- カトリック長崎大司教館・長崎カトリックセンター・長崎カトリック神学院
- 浦上警察署
- 在長崎中華人民共和国総領事館
- 長崎県営野球場
- 長崎市民総合プール

## 著名な出身者
- 前川明人 - 歌人、被爆者
- 長岡秀星 - イラストレーター、画家（国民学校在学中の1945年に壱岐へ疎開・転校）
- 中村重光 - 元衆議院議員
- 鳥巣義文 - 南山大学学長
- 峯松信明  - 東京大学大学院工学系研究科教授
- 櫻井心那 - プロゴルファー
- 鍬先祐弥 - プロサッカー選手（ヴィッセル神戸所属）

## 関連事項
- 長崎県小学校一覧